# Atrichopleura spinipes
Atrichopleura spinipes är en tvåvingeart som beskrevs av Collin 1933. Atrichopleura spinipes ingår i släktet Atrichopleura och familjen dansflugor. Inga underarter finns listade i Catalogue of Life.